# 屈托尔赛姆
屈托尔赛姆（法語：Kuttolsheim，法語發音：[kytɔlsaim] ⓘ）是法国下莱茵省的一个市镇，属于萨韦尔讷区。

## 地理
屈托尔赛姆（48°38'36"N, 7°31'28"E）面积4.59 平方千米，位于法国大東部大區下莱茵省，该省份为法国大陆部分最东部的省份，是阿尔萨斯的一部分，今与上莱茵省组成了阿尔萨斯欧洲集体，其南至上莱茵省，西南接孚日省和默尔特-摩泽尔省，西接摩泽尔省，北与德国接壤。
与屈托尔赛姆接壤的市镇（或旧市镇、城区）包括：下费瑟奈姆、奥恩格夫特、纳加尔坦伊特勒南、诺尔代姆、温策奈姆-科克斯贝格。
屈托尔赛姆的时区为UTC+01:00、UTC+02:00（夏令时）。

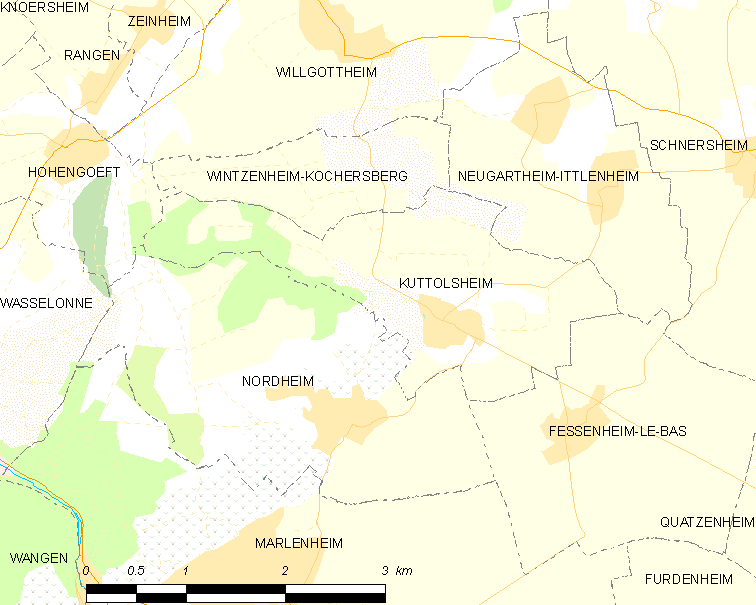
屈托尔赛姆的OSM定位图

## 行政
屈托尔赛姆的邮政编码为67520，INSEE市镇编码为67253。

## 政治
屈托尔赛姆所属的省级选区为布克斯维莱尔县。

## 人口

1962-2008年间屈托尔赛姆人口变化图示

屈托尔赛姆于2022年1月1日时的人口数量为651人。